# 荒井幸博
荒井 幸博（あらい ゆきひろ、1957年11月23日 - ）は、山形県内で活動するフリーパーソナリティ。山形県山形市出身。

## 来歴
山形県立山形中央高等学校、東北学院大学法学部法律学科卒業後の1981年、殖産相互銀行（現きらやか銀行）入行。生来の大雑把な性格故に、地道で几帳面さを要する銀行業務には向かず、1986年に退社。
映画好きを活かし、映画館運営と地域巡回上映を業務とするフォーラム運営委員会に入社。1987年から地域上映部門の山形県映画センター、1990年から映画館フォーラムで勤務。1995年3月、同社を退社しフリーとなり、現在に至る。
山形県内各地での青年団や、労働組合、婦人会、映画サークル等との上映会を通じて、映画を観る楽しみから観せる楽しみに目覚める。1989年には、上山市牧野で15年間映画作りに取り組んでいた世界的ドキュメンタリストである小川紳介監督に勧められ第1回目となる『山形国際ドキュメンタリー映画祭』ボランティア・ネットワーク作りに参加。
1990年11月頃から山形放送ラジオでは、ヤマコーターミナルミュージックで、「メモリアル・シネマのコーナー」として映画の紹介を始めるようになる。直後に、読売新聞県版で「スクリーンの扉を開けて」（長嶋幸喜名義）を連載。
半年で終了後は、毎日新聞県版で「一周遅れのトップランナー」（植木三平名義）で2年間連載。1995年4月独立。フリー・パーソナリティとして山形放送ラジオでは午後のハッピーロード火曜日に「シネマしま専科」で映画紹介。山形放送テレビ「ピヨピヨ卵ばくだん」（現「ピヨ卵ワイド」）でも、毎月第3金曜日『Mr.アライのシネルーム』で、映画を紹介する（1995年6月～2004年8月）。
昭和歌謡好きが高じ、1998年春から山形放送ラジオ『なつメロリクエスト・電話でこんばんは!』のパーソナリティを務めるようになる。プロ野球ペナントレース期間中とオフで番組の時間は変わるが毎週月曜夜2時間～3時間の生放送で、リスナーからのリクエストを電話で受けて、曲にまつわる話を聴いてから曲をフルコーラスかけていた。『なつメロリクエスト・電話でこんばんは!』の好評を受けて山形放送テレビで「唄は人生十色」というドキュメンタリー番組を制作。1999年7月放送。
その後、番組は「なつかし楽し歌謡アワー」（2007年4月～2009年3月）、「月曜音楽館」（2009年4月～2012年3月）とタイトル、形を変えて2012年3月まで続いた。
多数の有名人にインタビュー・取材・トークショー聴き手を行っている。
- [スポーツ]長嶋茂雄、ジャイアント馬場、皆川睦雄、小松辰雄、吉田敏明(元パイオニアレッドウィングス監督) 、高橋みゆき、加藤条治　他
- [俳優]田中邦衛、浅丘ルリ子、柴田恭兵、高橋英樹、倍賞千恵子、淡路恵子、西田敏行、栗原小巻、赤塚真人、松坂慶子、永島敏行、松原智恵子、役所広司、大杉漣、中原丈雄、佐藤浩市、三浦友和、竹中直人、渡辺えり、竹野内豊、水野美紀、小泉今日子、柳沢慎吾、東山紀之、田中麗奈、井浦新、広瀬アリス、上白石萌音、松坂桃李、佐々木蔵之介、阿部サダヲ、永山瑛太、岡田准一、榮倉奈々、田中圭、生田斗真、阿部寛、須藤正裕、榎木孝明、大泉洋、高良健吾、石田ゆり子、豊川悦司、大竹しのぶ、松田龍平、安藤サクラ、広瀬すず、鈴木京香、北乃きい、土屋太鳳、冨樫真、志田未来、石井杏奈、千葉雄大、山田裕貴、齋藤飛鳥、神木隆之介、皆川猿時、仲野太賀、玉井詩織、橋本マナミ、菜葉菜、結城貴史、蛍雪次郎、夏木マリ、高田純次、宇梶剛士、酒井美紀、升毅、北村匠海、浜辺美波、奥野匡、高橋かおり、平山あや、仁科貴、金谷ヒデユキ、三浦春馬 他
- [映画監督]村川透、高畑勲、瀬川昌治、宮崎駿、崔洋一、原田眞人、山田洋次、相米慎二、根岸吉太郎、若松孝二、冨樫森、山川元、金子修介、土本典昭、木村大作、松井久子、近藤喜文、鈴井貴之、行定勲、廣木隆一、木村大作、大友啓史、紀里谷和明、前田哲、小泉堯史、堤幸彦、阿部勉、栗山富夫 、瀬々敬久、佐々部清、　ヤン・ヨンヒ、成島出、君塚良一、バーナード・ローズ、井上淳一、松尾スズキ、三島有紀子、石橋冠、鶴橋康夫、平松恵美子、手塚眞、風間大樹、小林聖太郎、小沼雄一、小池健、渡辺智史、佐藤広一、小林茂、稲塚秀孝、細田守、新海誠、榊英雄、山田火砂子、今泉力哉、板倉真琴、永江二朗、甲斐さやか、田中じゅうこう　他
- [脚本家]鈴木尚之、渡辺寿、伊藤和典 、加藤正人、あべ美香　他
- [プロデューサー]鈴木敏夫、奥山和由、寺脇研 他
- ［録音］石寺健一
- ［衣装・スタイリスト］山本康一郎、荒木里江　他
- [歌手・ミュージシャン]ビリー・バンバン、加藤登紀子、島倉千代子、舟木一夫、水前寺清子、西城秀樹、野口五郎、イルカ、都はるみ、アグネス・チャン、井上順、南こうせつ、峯田和伸（銀杏BOYZ)、須貝智郎、大泉逸郎、渡辺真知子、北見恭子、氷川きよし、夏川りみ、りりィ、あさみちゆき 、fox capture plan、他
- ［小説家・漫画家］深町秋生、天童荒太、やくみつる　他

## 出演

### 現在
- シネマつれづれ（やまがたコミュニティ新聞2007年7月～）
- あらいゆきひろのシネマアライヴ（エフエム山形2011年4月～2021年3月），シネマアライヴ（エフエム山形2021年4月～）

### 過去
- メモリアル・シネマ（YBCラジオ「ヤマコー・ターミナル・ミュージック」内1990・10－1992・3）
- シネマしま専科（YBCラジオ「ハッピーロード」内 1992.04 - 1996.03）
- おしゃべりシネマ館（YBCラジオ「ハッピーロード」内 1996.04 - 2005.03）
- なつメロリクエスト電話でこんばんは！（YBCラジオ1998年4月～2007年3月）
- なつかし楽し歌謡アワー（YBCラジオ2007年4月～2009年3月）

- 月曜音楽館（YBCラジオ2009年4月～2012年3月）
- 荒井幸博のうまいものSUN直らじお!（YBCラジオ2007年4月～2011年3月）

- Mr.アライのシネトーク（YBCテレビ「ピヨピヨ卵バクダン」内 1995.05 - 2000.03）
- Mr.アライのシネルーム（YBCテレビ「ピヨ卵ワイド430」内 2000.04 - 2004・07）
- ひるはぴ（映画コーナーNHK仙台放送局2014年4月～2018年3月）もりすた（映画コーナー2018年4月～2019年3月）
- スクリーンの扉を開けて（読売新聞県版　長嶋幸喜名義1992・04～1992・10）
- 一周遅れのトップランナー（毎日新聞県版　植木三平名義1993・12～1995・06）
- シネマ遊楽館（山形新聞1995・07～003・08）
- どっこいヤマガタ人（山形新聞2003・9～2008・7）

## トークショー
- 村川透映画祭(村山市)、ひがしね湯けむり映画祭(東根市)、伴淳映画祭(米沢市)、田中邦衛映画祭(米沢市)をコーディネート。

それぞれ、映画人をゲストに迎え、トークショーの聴き手を務める。

### 村川透映画祭
- 第1回　2005年2月 村川透、柴田恭兵、赤塚真人
- 第2回　2006年5月 村川透、高橋英樹、須藤雅宏（現　正裕）

### ひがしね湯けむり映画祭
- 第1回　2004年10月　村川透、赤塚真人
- 第2回　2005年10月　大杉漣
- 第3回　2006年11月　倍賞千恵子
- 第4回　2007年10月　佐藤浩市
- 第5回　2008年11月　浅丘ルリ子

### 伴淳映画祭
- 第1回2006年4月　赤塚真人
- 第2回2007年5月　瀬川昌治
- 第3回2008年5月　淡路恵子、瀬川昌治
- 第4回2009年10月　瀬川昌治
- 第5回2010年9月　瀬川昌治
- 第6回2011年9月　瀬川昌治
- 第7回2012年8月　瀬川昌治　米沢シネマ・ステージ大杉漣、松原智恵子
- 第8回2013年9月　瀬川昌治
- 第9回2014年9月
- 第10回2015年9月　山本康一郎
- 第11回2016年9月
- 第12回2017年9月
- 第13回2018年10月
- 第14回2019年10月　やくみつる

## エピソード
- 田中邦衛は、講演・トークショーは一切やらないが、荒井が聴き手であればの条件付で行うほど信頼を寄せている。
  - 2009年8月には、故郷岐阜県土岐市の隣・多治見市で、同年10月には千葉県柏市にある母校の麗澤大学で荒井とトークショーを行っている。** 2010年3月には仙台市と鶴岡市、10月には山形市でトークショーをやっている。
  - また、バラエティやトーク番組、旅番組には一切出演しない田中が、荒井と一緒ならと快諾し、テレビ東京いい旅・夢気分に出演し、山形県米沢市～上山市～山形市の旅を行い、2010年6月23日に放送される。尚、バラエティ番組では、例外的に北の国から番宣でSMAP×SMAP内ビストロ・スマップには1998年、2002年の2度出演し、どちらも飲茶料理を希望し、健啖家ぶりを披露。同様に2009年4月6日放送「フジテレビ開局50周年 名作ドラマ＆映画全て見せます！SMAP PRESENTS ドラマの裏の本当のドラマ」にも杉田成道、中島朋子と出演している。
- 女優の浅丘ルリ子は、2008年11月1日に「ひがしね湯けむり映画祭」にゲストとして荒井を聴き手にトークショーを行ったが、トークショーは、54年の女優生活で初体験だった。荒井からの熱烈な手紙でのラブコールに、感激して引き受けたと自身で語っている。その際体験したりんご狩りも生涯初だった。

## 交友のある著名人
- 村山市出身の映画監督村川透、田中邦衛と特に親しく、父親のように慕っている。また、赤塚真人とは親友付き合いをしていた。